# Miguel Bernardo Vieira de Amorim
Miguel Bernardo Vieira de Amorim (? — ?) foi um político brasileiro.
Foi presidente da província do Espírito Santo, de 26 de abril de 1883 a 12 de janeiro de 1884.